# Morawsko (Basses-Carpates)
Pour les articles homonymes, voir Morawsko.
Morawsko est un village du sud-est de la Pologne située dans la Voïvodie des Basses-Carpates à dix kilomètres de Jarosław.